# Championnat de France de rugby à XIII 2005-2006
Navigation
Édition précédente Édition suivante
Le Championnat de France de rugby à XIII 2005-06 oppose pour la saison 2005-2006 les meilleures équipes françaises de rugby à XIII de 2005 au 2 juillet 2006. 

## Liste des équipes en compétition
| Club                      | Dernière montée | Budget 2005-06 | Classement en 2005 | Entraîneur(s)                             | Stade               | Capacité |
| ------------------------- | --------------- | -------------- | ------------------ | ----------------------------------------- | ------------------- | -------- |
| Saint-Estève XIII catalan | 2000            | ?              | ?                  | Bruno Castany                             | Stade municipal     |          |
| Carcassonne               | 2000            | 550 000 €      | ?                  | Patrick Albérola                          | Stade Albert-Domec  | +12 000, |
| Pia                       | ?               | 500 000 €      | ?                  | Luc Mendez                                | Stade Daniel-Ambert | +03 500, |
| Limoux                    | 1962            | 460 000 €      | ?                  | Thierry Dumaine                           | Stade de l'Aiguille | +03 500, |
| Lézignan                  | 1990            | 400 000 €      | ?                  | Dominique Espugna Jérôme Sarda Eric Bergé | Stade du Moulin     | ?        |
| Villeneuve-sur-Lot        | 1934            | 600 000 €      | ?                  | Patrick Hollovoet Bertrand Planté         | Stade Max-Rousié    | +01 434, |
| Saint-Gaudens             | ?               | 610 000 €      | ?                  | Gilles Dumas                              | Stade Jules-Ribet   | +04 000, |
| Toulouse                  |                 | 1 200 000 €    | ?                  | Trent Robinson                            | Stade Struxiano     | +01 500, |
| Lyon-Villeurbanne         |                 | 400 000 €      | ?                  | Patrick Gocinat Wilfried Béranger         |                     |          |
| Carpentras                |                 | 330 000 €      | ?                  | Lucien Demacedo Jérôme Alonso             |                     |          |
| Marseille                 |                 | 600 000 €      | ?                  | Pascal Oualli Alexandre Couttet           |                     |          |
| Villefranche-Cahors       |                 | 450 000 €      | ?                  | Michel Seriès                             |                     |          |

## Déroulement de la compétition

### Classement de la saison régulière
| Rang    | Club                      | J  | V  | N | D  | Pm  | Pe   | Diff | Pts |
| ------- | ------------------------- | -- | -- | - | -- | --- | ---- | ---- | --- |
| 1       | S.M. Pia                  | 20 | 17 | 1 | 2  | 795 | 381  | +414 | 55  |
| 2       | Toulouse Olympique XIII   | 20 | 16 | 0 | 4  | 832 | 268  | +564 | 52  |
| 3       | XIII Limouxin             | 20 | 14 | 1 | 5  | 646 | 393  | +253 | 49  |
| 4       | Union Treiziste Catalane  | 20 | 13 | 1 | 6  | 710 | 462  | +248 | 47  |
| 5       | R.C. Saint-Gaudens        | 20 | 13 | 0 | 7  | 766 | 463  | +303 | 46  |
| 6       | A.S. Carcassonne          | 20 | 10 | 1 | 9  | 504 | 544  | -40  | 41  |
| 7       | Villeneuve R.L.           | 20 | 10 | 0 | 10 | 618 | 427  | +191 | 40  |
| 8       | Union Villefranche-Cahors | 20 | 6  | 0 | 14 | 449 | 632  | -183 | 32  |
| 9       | F.C. Lézignan             | 20 | 4  | 1 | 15 | 395 | 652  | -257 | 29  |
| 10      | Lyon-Villeurbanne XIII    | 20 | 4  | 1 | 15 | 322 | 832  | -510 | 29  |
| 11      | R.C. Carpentras           | 20 | 0  | 0 | 20 | 233 | 1216 | -983 | 20  |
| Forfait | Marseille XIII Avenir     | 0  | 0  | 0 | 0  | 0   | 0    | 0    | 0   |

|  | Qualifié pour les demi-finales                       |
|  | Qualifiés pour les barrages d'accès aux demi-finales |

Marseille est forfait général en raison d'un dépôt de bilan. Les 2 premiers directement en 1/2 finales, du 3e au 8e en barrages de 1/2 finales. 

## Phase finale

### 1er tour
| 6 juin 2006 | XIII Limouxin | 64 - 0 | Union Villefranche-Cahors |  |
| 6 juin 2006 |               |        |                           |  |
| 6 juin 2006 |               |        |                           |  |

| 6 juin 2006 | R.C. Saint-Gaudens | 58 - 19 | A.S. Carcassonne |  |
| 6 juin 2006 |                    |         |                  |  |
| 6 juin 2006 |                    |         |                  |  |

| 6 juin 2006 | Union Treiziste Catalane | 28 - 20 | Villeneuve R.L. |  |
| 6 juin 2006 |                          |         |                 |  |
| 6 juin 2006 |                          |         |                 |  |

### 2etour
| 10 juin 2006 | Union Treiziste Catalane | 28- 26 | R.C. Saint-Gaudens |  |
| 10 juin 2006 |                          |        |                    |  |
| 10 juin 2006 |                          |        |                    |  |

| 11 juin 2006 | XIII Limouxin | 16 - 27 | Villeneuve R.L. |  |
| 11 juin 2006 |               |         |                 |  |
| 11 juin 2006 |               |         |                 |  |

## Tableau final
|  | Demi-finales 17 juin 2006 | Demi-finales 17 juin 2006 |          |    | Finale 2 juillet 2006 | Finale 2 juillet 2006 |
|  | Demi-finales 17 juin 2006 | Demi-finales 17 juin 2006 |          |    | Finale 2 juillet 2006 | Finale 2 juillet 2006 |
|  |                           |                           |          |    |                       |                       |
|  | à Pia                     | à Pia                     |          |    | à Toulouse            | à Toulouse            |
|  | à Pia                     | à Pia                     |          |    | à Toulouse            | à Toulouse            |
|  | S.M. Pia                  | 30                        |          |    | à Toulouse            | à Toulouse            |
|  | S.M. Pia                  | 30                        |          |    | à Toulouse            | à Toulouse            |
|  | Union Treiziste Catalane  | 12                        |          |    | à Toulouse            | à Toulouse            |
|  | Union Treiziste Catalane  | 12                        | S.M. Pia | 21 |                       |                       |
|  | à Toulouse                |                           | S.M. Pia | 21 |                       |                       |
|  |                           | Toulouse Olympique XIII   | 18       |    |                       |                       |
|  | Toulouse Olympique XIII   | Toulouse Olympique XIII   | 18       | 45 |                       |                       |
|  | Toulouse Olympique XIII   |                           |          | 45 |                       |                       |
|  | Villeneuve R.L.           | 12                        |          |    |                       |                       |
|  | Villeneuve R.L.           | 12                        |          |    |                       |                       |

## Finale - 2 juillet 2006
(mt : 8 - 16)
Points marqués :
- Pia : 4 essais de Athiel (37e et 76e), Cross (51e) et Wyatt (73e) ; 1 transformation de Grésèque (37e) ; 1 pénalité de Grésèque (14e) ; 1 drop de Grésèque (57e).
- Toulouse : 2 essais de Prizzon (2e) et Gay (24e) ; 2 transformations de Clayton (2e et 24e) ; 3 pénalités de Clayton (7e, 33e et 64e).

Évolution du score : 0-6, 0-8, 2-8, 2-14, 2-16, 8-16 (m.t.), 12-16, 13-1, 13-18, 17-18, 21-18
Arbitre : Thierry Alibert
Spectateurs : 5 463
Composition des équipes :
- Pia : Craig West - Nicolas Piquemal, Luke Cross, Florian  Chaubet, Nicolas Athiel - Maxime Grésèque (o)(c), (m) Tom O’Reilly - Thomas Ambert, Franck Traversa, Dean Bosnich, Neale Wyatt, Garreth Turton, Guillaume Knecht- Maxime Pradal, Aaron Smith, Patrick Cala, Grégory Gimenez - Entraîneur : Luc Mendez
- Toulouse : Joël Caine  - Cédric Olieu, Sylvain Houles, Trent Clayton, Olivier Janzac - David Myles (en) (o), James Wynne (m) - Cédric Prizzon, Cédric Gay, Jamie McDonald, David Delpoux, Sébastien Raguin, Peter Lima - Jérôme Vincent, Éric Frayssinet, Adrien Viala, Sébastien Amigas - Entraîneur : Trent Robinson

## Effectifs des équipes présentes
| Pia             | Thomas Ambert Nicolas Athiel Dean Bosnich Patrick Cala Florian Chaubet Luke Cross Grégory Gimenez Maxime Grésèque Guillaume Knecht Tom O’Reilly Nicolas Piquemal Maxime Pradal Aaron Smith Franck Traversa Luke Cross Garreth Turton Craig West Neale Wyatt Entraîneur : Luc Mendez                          | Toulouse                 | Sébastien Amigas Joël Caine Trent Clayton David Delpoux Éric Frayssinet Cédric Gay Sylvain Houles Olivier Janzac Peter Lima (en) Jamie McDonald David Myles (en) Cédric Olieu Cédric Prizzon Sébastien Raguin Adrien Viala Jérôme Vincent James Wynne Entraîneur : Trent Robinson |
| Lézignan        | Ioane Andrew Cédric Bringuier Alister Brown Olivier Caussinus Damien Charles Charly Clottes Gilles Coronat Ian Dunemann Romain Lézina Nicolas Manessi Kelvin Mathie Grégory Mazard Ismaël Navarlas Romain Nierga Benjamin Sarda (c) Nicolas Selles Arnaud Vital Entraîneur : Dominique Espugna et Eric Bergé | Union treiziste catalane | Thomas Bosc Christophe Calégari Rémi Casty Aurélien Cologni Mathias Garrabé Patrice Gomez Cyrille Gossard Mathieu Griffi Marc Humbert Younès Khattabi Pierre Nègre Bruno Orméno William Paillès Rémi Prunac Lionel Teixido Frédéric Zitter                                        |
| Villeneuve R.L. | Mickaël Van Snick Frédéric Vaccari Jamal Fakir Cyril Stacul Chaban Jérôme Hermet Constant Villegas Vincent Wulf Laurent Carrasco Pierre Sabatié Unaloto Lamelangi Mickaël Jatz Nicolas Hermet Gauffre Nicolas Ofanowski Clarke Halim Moualkia                                                                |                          | |